# Сулея (станция)
Сулея — железнодорожная станция  Златоустовского региона Южно-Уральской железной дороги, расположенная в посёлке Сулея Челябинской области.

## Общие сведения
Станция предназначена для грузовых работ, осуществляет операции по выдаче и приёму повагонных отправок грузов, а также продажу пассажирских билетов, работы с багажом.

## Дальнее следование по станции
По графику 2021 года на станции делают остановку следующие поезда дальнего следования:
| № поезда     | Маршрут движения          | № поезда     | Маршрут движения          |
| ------------ | ------------------------- | ------------ | ------------------------- |
| 11           | Владивосток — Самара      | 12           | Самара — Владивосток      |
| 59           | Новокузнецк — Кисловодск  | 60           | Кисловодск — Новокузнецк  |
| 97           | Тында — Кисловодск        | 98           | Кисловодск — Тында        |
| 101          | Нижневартовск — Пенза     | 102          | Пенза — Нижневартовск     |
| 123          | Новосибирск — Белгород    | 124          | Белгород — Новосибирск    |
| 127          | Красноярск — Адлер        | 128          | Адлер — Красноярск        |
| 129          | Красноярск — Анапа        | 130          | Анапа — Красноярск        |
| 141 «Таврия» | Пермь — Симферополь       | 142 «Таврия» | Симферополь — Пермь       |
| 147          | Нижневартовск — Астрахань | 148          | Астрахань — Нижневартовск |
| 203          | Томск — Анапа             | 204          | Анапа — Томск             |
| 205          | Иркутск — Анапа           | 206          | Анапа — Иркутск           |
| 229          | Северобайкальск — Анапа   | 230          | Анапа — Северобайкальск   |
| 253          | Нижневартовск — Самара    | 254          | Самара — Нижневартовск    |
| 331          | Новый Уренгой — Уфа       | 332          | Уфа — Новый Уренгой       |
| 351          | Приобье — Уфа             | 352          | Уфа — Приобье             |
| 373          | Томск — Махачкала         | 374          | Махачкала — Томск         |
| 391          | Челябинск — Москва        | 392          | Москва — Челябинск        |
| 407          | Челябинск — Адлер         | 408          | Адлер — Челябинск         |
| 455          | Челябинск — Новороссийск  | 456          | Новороссийск — Челябинск  |